# Passive optical network

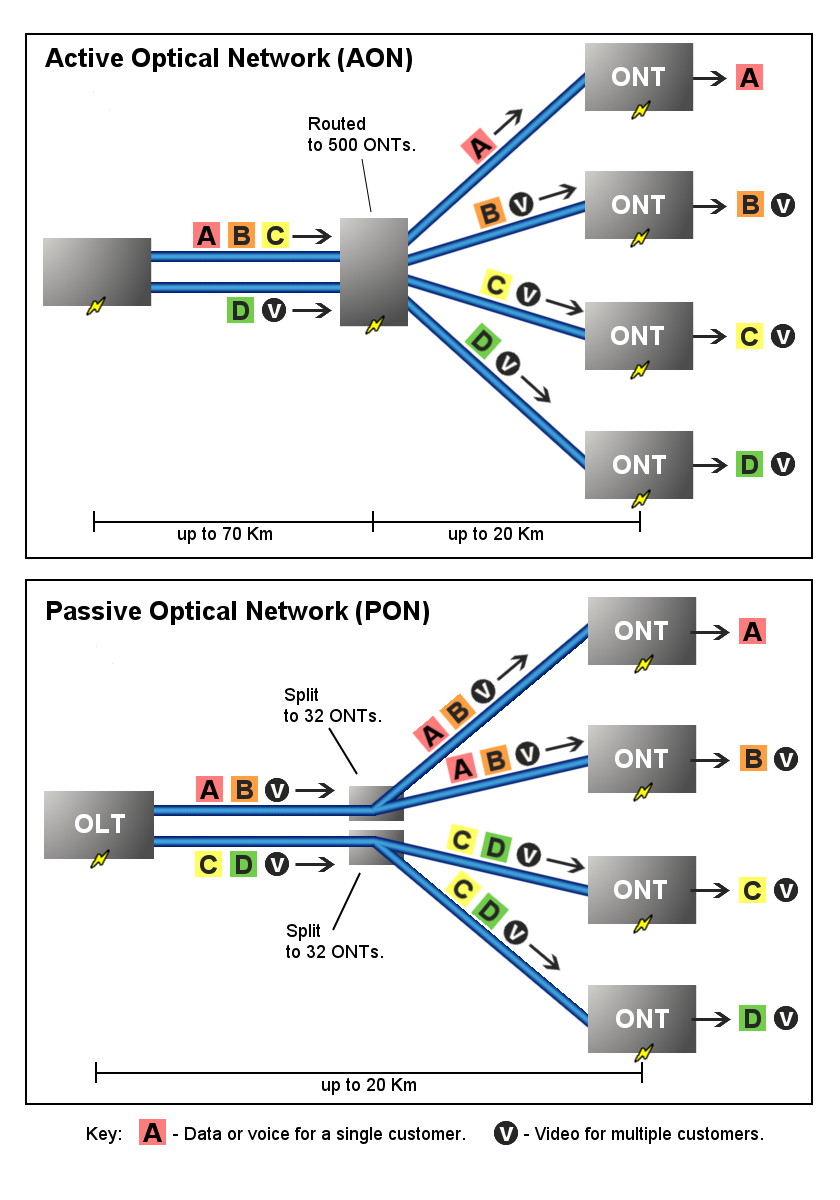
Vergelijking tussen een Active (boven) en Passive (onder) optical network.

Een passive optical network (PON) is een glasvezelnetwerk dat zich bevindt tussen de leverancier en de klant en dat bestaat uit louter passieve componenten, dus zonder switches, routers of multiplexers en zonder enige stroomvoorziening.
Het voordeel van een PON zijn de lagere installatie- en bedrijfskosten, maar als nadeel kan men een kleinere afstand overbruggen. Dit in tegenstelling tot een active optical network (AON), dat deze schakelfunctionaliteit en mogelijkheid voor langere afstanden wel bezit.
Een PON vormt de basis voor een modern netwerk met hoge bandbreedte, waarmee men snel internet en andere multimediadiensten kan leveren en ontvangen. De optische technologie, in tegenstelling tot een op koper gebaseerd netwerk, maakt het mogelijk om aanzienlijk hogere bandbreedtes en bereik te creëren. Daarnaast is het minder gevoelig voor storingen van buitenaf, zoals elektromagnetisme, en interne storingen tussen de afzonderlijke aders in een leiding. Een nadeel van optische technologie is demping, waarbij een verlies van circa 15 tot 18 dB kan optreden bij een grotere splitsingsverhouding.
Ten slotte maakt men nog onderscheid tussen specifieke passieve optische netwerken:
- APON, asymmetrische overdracht (ATM)
- BPON, breedband, ATM
- EPON, op ethernet gebaseerd
- GEPON, Gigabit Ethernet
- GPON, Gigabit, ATM
- XGPON, 10 gigabit netwerk, ATM